# Anselm Grün

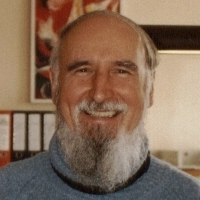
Anselm Grün 2005

Anselm Grün O.S.B. (ur. 14 stycznia 1945 w Junkershausen) – teolog, pisarz, mnich benedyktyński. Od 1977 pełnił funkcję odpowiedzialnego za zarząd majątkiem opactwa Münsterschwarzach (zrezygnował w roku 2013). Jest znawcą psychologii i psychoterapii, specjalizuje się w zagadnieniach dotyczących kierowania ludźmi i
przedsiębiorstwami, rozwoju wewnętrznego, przezwyciężania negatywnych uczuć i emocji a także rozwoju poczucia własnej wartości i godności. 
Pierwszą książkę Czystość serca o. Anselm napisał w 1976 r. Jest już ich ponad 250, a łączny nakład osiągnął ponad 14 milionów egzemplarzy. Prowadzi kursy dla zarządów największych niemieckich korporacji, a także dla osób pragnących odnaleźć szczęście w życiu osobistym.
Prowadzi rekolekcje oraz kursy w ośrodku rekolekcyjnym w swoim opactwie, a także w Polsce, gdzie był trzy razy.
Ojciec Anselm Grün posiada wykształcenie akademickie, ukończył też wiele kursów psychologicznych. W 1964, po zdaniu matury w Riemenschneider-Gymnasium w Würzburgu wstąpił do nowicjatu Benedyktynów w opactwie Münsterschwarzach. Od 1965 do 1971 studiował filozofię i teologię w St. Ottilien i w Rzymie. W 1974 otrzymał stopień doktora teologii. W latach 1974–1976 studiował zarządzanie w Norymberdze.

## Niektóre publikacje

### Przekłady na język polski
- 50 aniołów dla duszy [50 Angel für die Seele], tłum. Paweł Tkaczyk, Kielce 2002
- 50 aniołów na cały rok. Książka pomagająca kształtować nasze wnętrze [50 Angel für das Jahr], tłum. Alicja Makowska, Kielce 2001
- Anselm Grün odpowiada na pytania [Blízký i vzdálený], wywiad z Janem Paulasem i Jaroslav Šebekiem, tłum. Juliusz Zychowicz, Kraków 2003
- Autosugestia. Jak myśleć pozytywnie [Einreden], tłum. Tomasz Grodecki, Kraków 2000
- Biblia w 365 opowiadaniach [Bibbia in 365 racconti], jako autor wprowadzenia do książki Pierdomenica Baccalario, tłum. Andrzej Dańczak, Adam Sikora, Katarzyna Wilewska, Poznań 2005
- Biblijne obrazy przemiany [Bilder von Verwandlung], przeł. Laura Mohort-Kopaczyńska, Kraków 2001
- Bierzmowanie. Odpowiedzialność i siła [Firmung], tłum. Grzegorz Sowiński, Kraków 2004
- Boże Narodzenie – świętować Nowy Początek. Święto na granicy czasów [Weihnachten – einen neuen Anfang feiern], tłum. Paweł Tkaczyk, Kielce 2000
- Bóg w mojej historii życia, tłum. Eliza Pieciul, Kraków 2003
- By życie nie było smutne – cieszyć się każdą chwilą [Eigene Freude wiederfinden], tłum. Agnieszka Sibilak, Kraków 2008
- Chrystus w bracie [Christus im Bruder nach der Regel Sankt Benedikts], współautorstwo z Fidelisem Ruppertem, Kraków 1998
- Chrzest. Początek nowego życia [Taufe], tłum. Grzegorz Sowiński, Kraków 2005
- Co powoduje, że człowiek jest chory, a co sprawia, że jest zdrowy? [Was macht Menschen krank, was macht sie gesund?], red. razem z Wunibaldem Müllerem, tłum. Aldona Gorzka, Warszawa 2002
- Doświadczyć Boga całym sobą [Wenn du Gott erfahren willst, öffne deine Sinne], teksty medytacyjne Maria Magdalena Robben, tłum. Jarosław Dudek, Kraków 2002
- Doświadczyć radości zmartwychwstania [Osterfreude auskosten], tłum. Jarosław Merecki, Kraków 2000
- Droga pustyni. Kierownictwo duchowe w apoftegmatach, tłum. Piotr Włodyga, Kraków 1996
- Drogi ku wolności [Wege zur Freiheit], tłum. Katarzyna Zimmerer, Kraków 1999
- Eucharystia. Przemiana i zjednoczenie [Eucharistiefeier], tłum. Grzegorz Sowiński, Kraków 2004
- Ewangelie. Kraków: Wydawnictwo Znak, 2009. ISBN 978-83-240-1271-8. Brak numerów stron w książce
- I co tu zrobić? Poradnik dla zmagających się z codziennością [Was soll ich tun? Antworten auf Fragen, die das Leben stellt], tłum. Magdalena Jałowiec-Sawicka, Wydawnictwo Jedność, Kielce 2009
- Jesteś błogosławieństwem [Du bist ein Segen], tłum. Magdalena Labiś, Kraków 2005
- Jezus – brama do życia. Ewangelia św. Jana [podst. przekł. Jesus – Tür zum Leben], tłum. Grzegorz Sowiński, Kraków 2002
- Jezus – droga do wolności. Ewangelia św. Marka [podst. przekł. Jesus – Weg zur Freiheit], tłum. Grzegorz Sowiński, Kraków 2003
- Jezus – nauczyciel zbawienia. Ewangelia św. Mateusza [podst. przekł. Jesus – Lehrer des Heils], tłum. Grzegorz Sowiński, Kraków 2003
- Jezus – wizerunek Człowieka. Ewangelia św. Łukasza [podst. przekł. Jesus – Tür zum Leben], tłum. Grzegorz Sowiński, Kraków 2002
- Kapłaństwo. Obrzęd święceń [Weihe], tłum. Grzegorz Sowiński, Kraków 2004
- Katechizm dla każdego. Chrześcijanin a inne religie [Glaube der Christen], tłum. Urszula Poprawska, Kraków 2007
- Kiedy wsłuchuję się w Boga [Wenn ich in Gott hineinhorche], wybór tekstów Jakob Laubach, tłum. Juliusz Zychowicz, Kraków 2000
- Królowa i dzika kobieta. Żyj pełnią kobiecości! [Königin und wilde Frau : lebe, was du bist!], współautorstwo z Lindą Jarosch, tłum. Beata Kamińska, Częstochowa 2006 (wyd. 2)
- Krzyż. Symbol odkupionego człowieka [Kreuz], tłum. Magdalena Ruta, Kraków 1998
- Książka o sztuce życia [Buch der Lebenskunst], tłum. Ryszard Zajączkowski, Kielce 2003
- Książka o tęsknocie [Buch der Sehnsucht, tłum. Ryszard Zajączkowski, Kielce-Freiburg im Breisgau 2005
- Ludzi prowadzić – budzić życie. Co ma do powiedzenia Reguła św. Benedykta tym, którzy zajmują kierownicze stanowiska [Menschen führen – Leben wecken], tłum. Waldemar Wesoły, Warszawa 2001
- Mała książeczka bożonarodzeniowych radości [Kleine Buch der Weihnachtsfreude], tłum. Krzysztof C. Matuszek, Kraków 2007
- Małżeństwo. Błogosławieństwo na wspólną drogę [Trauung], tłum. Grzegorz Sowiński. Kraków 2004
- Mistyka i eros [Mystik und Eros], tłum. Magdalena Ruta, Kraków 1998
- Modlitwa a poznanie siebie [Gebet und Selbsterkenntnis], tłum. Joanna Figiel, Kraków 1994
- Modlitwa chórowa a kontemplacja [Chorgebet und Kontemplation], tłum. Piotr Włodyga, Kraków 1991
- Modlitwa jako spotkanie [Gebet als Begegnung], tłum. Joanna Figiel, Kraków 1995
- Módl się i pracuj [Bete und arbeite : eine christliche Lebensregel], tłum. Juliusz Zychowicz, Kraków 2005
- Namaszczenie chorych. Pomoc i otucha [Salbung der Kranken], tłum. Grzegorz Sowiński, Kraków 2004
- Nie bądźmy dla siebie bezwzględni [Gut mit sich selbst umgehen], tłum. Sławomir Wolski, Wrocław 1998
- Nie zadawaj bólu samemu sobie [Du dir doch nicht selber weh], tłum. Sławomir Wolski, Wrocław 1998
- Nie zapominaj o tym, co najlepsze! Rozważania na każdy dzień roku [Vergiss das Beste nicht], tłum. Ewa Piasta, Kielce 2003
- Niebo zaczyna się w Tobie. Mądrość Ojców Pustyni na dzisiaj [Himmel beginnt dir], tłum. Ryszard Zajączkowski, Kielce 2003
- O duchowości inaczej [Spiritualität von unten], tłum. Katarzyna Zimmerer, Kraków 1996
- O ochronie tego, co święte [Vom Schutz des Heiligen], tłum. Antoni Koszorz, Warszawa 2003
- Oddychać wolnością. Oczyszczające rytuały dla duszy i ciała [Damit dein Leben Freiheit atmet : reinigende Rituale für Körper und Seele], tłum. Karol Tomecki, Katowice 2005
- Otwórz serce dla miłości [Öffne dein Herz für die Liebe], tłum. Natasza Stelmaszyk, Poznań 2007
- Pięćdziesięciu wspomożycieli. Święci dla twojego życia
- Pismo Święte w interpretacji psychologii głębi
- Pokój serca. Żyć w harmonii z samym sobą
- Porażka? Nowa szansa!
- Portrety Jezusa
- Post – modlitwą ciała i duszy
- Potrzeba milczenia
- Przebacz samemu sobie. pojednanie – przebaczenie
- Przemiana. Zapomniany wymiar życia duchowego
- Przestrzeń wiary
- Przewodnik po duchowości Ojców pustyni
- Przyjaźń
- Rozdarcie wewnętrzne
- Sercem i wszystkimi zmysłami. Refleksje na każdy dzień roku
- Spowiedź – uroczystość pojednania
- Święta Maryjne. Próba dialogu ewangelicko-katolickiego
- Tęsknota za Bogiem. Świadectwa młodych
- W połowie drogi. Półmetek życia jako duchowe zadanie
- Walczyć i kochać. Mężczyźni w poszukiwaniu własnej tożsamości
- Wiara
- Wiara zmianą wizji Boga, ludzi i świata
- Wygrać życie. Rozmowy przeprowadził Piotr Mucharski
- Wypłynąć na głębię. Biblijne obrazy uzdrawiającego duszpasterstwa
- Zamienić rany w perły. Droga wewnętrznego uzdrowienia
- Znajdź własną drogę. Duchowe inspiracje do uzdrowienia zranień z przeszłości
- Życie w rytmie stworzenia
- Życie ze śmierci
- Życzę ci przyjaciela